# اودا نوبوهیده (پسر نوبوناگا)
اودا نوبوهیده (به ژاپنی: 織田 信秀 おだ のぶひで) (۱۵۷۱–۱۵۹۷) یک سامورایی در دوره آزوچی-مومویاما و ششمین پسر اودا نوبوناگا بود. او با پدربزرگ خود اودا نوبوهیده همنام بود.

## خانواده
- پدر: اودا نوبوناگا (۱۵۳۶–۱۵۸۲)
- برادران:
  - اودا نوبوتادا (۱۵۵۷–۱۵۸۲)
  - اودا نوبوکاتسو (۱۵۵۸–۱۶۳۰)
  - اودا نوبوتاکا (۱۵۵۸–۱۵۸۳)
  - هاشیبا هیده‌کاتسو (۱۵۶۷–۱۵۸۵)
  - اودا کاتسوناگا(۱۵۶۸–۱۵۸۲)
  - اودا نوبوهیده (۱۵۷۱–۱۵۹۷)
  - اودا نوبوتاکا (۱۵۷۶–۱۶۰۲)
  - اودا نوبویوشی (۱۵۷۳–۱۶۱۵)
  - اودا نوبوسادا (۱۵۷۴–۱۶۲۴)
  - اودا نوبویوشی (مرگ ۱۶۰۹)
  - اودا ناگاتسوگو (مرگ ۱۶۰۰)
  - اودا نوبوماسا (۱۵۵۴–۱۶۴۷)
- خواهران:
  - توکوهیمه (۱۵۵۹–۱۶۳۶)
  - فویوهیمه (۱۵۶۱–۱۶۴۱)
  - هیده‌کو (مرگ ۱۶۳۲)
  - ای هیمه (۱۵۷۴–۱۶۲۳)
  - هون‌این
  - سان نو مارو دونو (مرگ ۱۶۰۳)
  - تسوروهیمه (همسر ناکاگاوا هیده‌ماسا)